# Wish Bone
Charles C. Scruggs, более известный под псевдонимом Wish Bone — американский рэпер и член группы-обладательницы Грэмми из Кливленда Bone Thugs-N-Harmony.

## Биография
Wish Bone является двоюродным братом рэперов Layzie Bone и Flesh-n-Bone. В отличие от других участников группы, Скруггс не построил выдающейся сольной карьеры. У него есть сын Charles Scruggs III, по прозвищу «Lil' Wish». Рэпер участвовал в записях альбомов для Mo Thugs Family. Совместно с Krayzie Bone он основал лейбл Thugline Records.
Wish Bone до сих пор не записал сольного альбома, хотя давал информацию о его выпуске ещё 2001 году. Он принимал участие в сольных альбомах других участников своей группы. В 1997 году он записал сингл «Breakdown» совместно с Mariah Carey и Krayzie Bone. В настоящее время Wish работает на лейбле The Life Ent.